# Калифорнийски тритон
Калифорнийските тритони (Taricha torosa) са вид земноводни от семейство Саламандрови (Salamandridae).
Срещат се по крайбрежието на американския щат Калифорния.
Таксонът е описан за пръв път от германския биолог Хайнрих Ратке през 1833 година.